# صدف مروارید آب شیرین (سرده)
صدف مروارید آب شیرین (نام علمی: Margaritifera) نام یک سرده از تیره رودمرواریدصدفان است.